# Бакози, Диана
Диана Бакози (итал. Diana Bacosi; род. 13 июля 1983, Читта-делла-Пьеве, Умбрия) — итальянский стрелок, выступающая в дисциплине скит. Олимпийская чемпионка 2016 года. Серебряный призёр Олимпийских игр 2020.

## Карьера
Заниматься стендовой стрельбой Диана Бакози начала в четырнадцатилетнем возрасте, в 2004 году дебютировала на взрослых соревнованиях под эгидой ISSF на европейском первенстве в Никосии, где стала 16-й. Год спустя, на этапе кубка мира в Бразилии, итальянка поразила 92 мишени из ста и стала второй, завоевав первую в карьере медаль на этапах мирового кубка.
В 2008 году одержала первую победу в карьере (на этапе в Зуле), но уступила место в олимпийской сборной Кьяре Кайнеро, которая стала олимпийской чемпионкой.
В 2009 году Бакози ушла в декретный отпуск, у неё родился сын Маттео.
После возвращения в соревнования выиграла ещё два этапа Кубка мира (оба в 2015 году — в Ларнаке и в Эль-Айне). Также в 2015 году стала вице-чемпионкой Европейских игр в Баку.
На Олимпиаде в Рио-де-Жанейро Диана трижды ошиблась в квалификации, пройдя в полуфинал с третьего места. В полуфинале она промахнулась лишь однажды, пропустив вперёд лишь Кайнеро. Однако в решающем матче двух итальянок точнее оказалась именно Бакози — она поразила 15 мишеней из 16 и на один выстрел обошла соотечественницу, став олимпийской чемпионкой.